# Cherry Poppin' Daddies
I Cherry Poppin' Daddies sono un gruppo musicale statunitense attivo dal 1989.

## Storia del gruppo
Il gruppo è originario di Eugene (Oregon) ed è stato fondato dal cantante Steve Perry e dal bassista Dan Schmid. Lo stile musicale del gruppo è principalmente rappresentato da una fusione di swing e ska, con componenti jazz, modern rock, funk e punk. La band ha avuto successo nel 1997 con l'album Zoot Suit Riot, compilation di swing revival, con la "title track" che ha scalato le classifiche commerciali. Nel 2000 il gruppo si è sciolto per poi riformarsi due anni dopo.

## Formazione
Attuale
- Steve Perry - voce, chitarra
- Dan Schmid - basso
- Dana Heitman - tromba
- Willie Matheis - sax tenore
- Joe Freuen - trombone
- Paul Owen - batteria
- Andy Page - sax
- Chris Ward - chitarra

## Discografia

### Album studio
- 1990 - Ferociously Stoned
- 1994 - Rapid City Muscle Car
- 1996 - Kids on the Street
- 2000 - Soul Caddy
- 2008 - Susquehanna
- 2013 - White Teeth, Black Thoughts
- 2014 - Pleace Return the Evening - the Cherry Poppin' Daddies Salute the Music of the Rat Pack
- 2016 - The Boop-A-Doo

### Raccolte
- 1997 - Zoot Suit Riot: The Swingin' Hits of the Cherry Poppin' Daddies (Nel 1999 ne è uscita una versione italiana del cantante swing Paolo Belli con il titolo A me mi piace)
- 2009 - Skaboy JFK: The Skankin' Hits of the Cherry Poppin' Daddies